# كريس توماس (كرة سلة)
كريس توماس (بالبولندية: Chris Thomas) مواليد 3 أكتوبر 1982 في إنديانابوليس، هو لاعب كرة سلة بولندي. بدأ مسيرته الاحترافية في سنة 2005. يبلغ طوله 6 قدم 1 بوصة (1.9 م).

## المسيرة الاحترافية
لعب مع فابريانو باسكت في موسم 2005–2006، ثم لعب مع نادي فوتسوافك لكرة السلة في سنة 2007، ثم لعب مع سي بي مورسيا في الدوري الإسباني من سنة 2007 إلى 2009، ثم لعب مع بالونكيستو فوينلابرادا في موسم 2009–2010، ثم لعب مع نادي فوتسوافك لكرة السلة في موسم 2010–2011.

## روابط خارجية
- كريس توماس على موقع الدوري الإسباني لكرة السلة (الإسبانية)
- كريس توماس على موقع كرة السلة الأوروبية.كوم (الإنجليزية)
- كريس توماس على موقع كلية كرة السلة في سبورتس رفرنس.كوم (الإنجليزية)
- كريس توماس على موقع ريلجم (الإنجليزية)
- كريس توماس على موقع بروبوليرز (الإنجليزية)
- كريس توماس على موقع سبورتس رفرنس (الإنجليزية)